# 九门回族乡
九门回族乡，是中华人民共和国河北省石家庄市藁城区下辖的一个乡镇级行政单位。

## 行政区划
九门回族乡下辖以下地区：
只都村、早落村、北白皮村、南白皮村、黄庄村、南屯村、周辛庄村、禅房村、九门村、庄货头村、前堤里村、后堤里村和只照村。